# Lambda Cassiopeiae
Lambda Cassiopeiae (14 Cassiopeiae) é uma estrela na direção da constelação de Cassiopeia. Possui uma ascensão reta de 00h 31m 46.32s e uma declinação de +54° 31′ 20.4″. Sua magnitude aparente é igual a 4.74. Considerando sua distância de 354 anos-luz em relação à Terra, sua magnitude absoluta é igual a −0.44. Pertence à classe espectral B8Vn.